# Václav Radimský

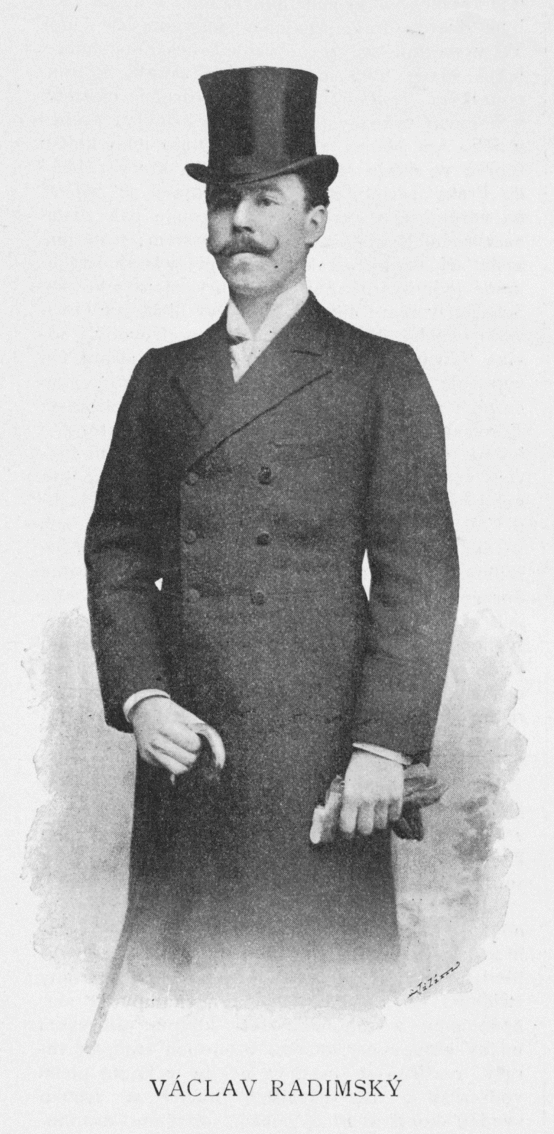
Václav Radimský (1899)

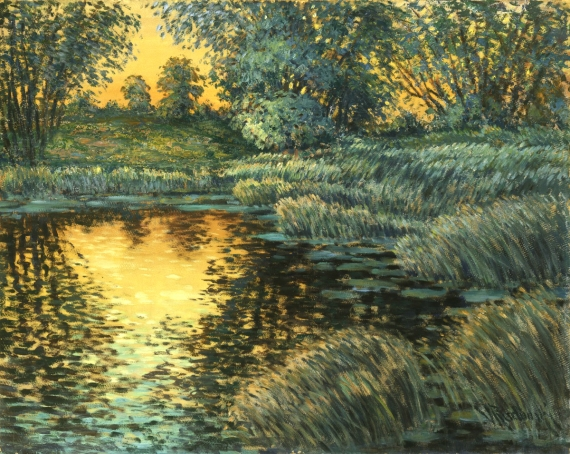
Václav Radimský, Krajina

Václav Jan Emanuel Radimský (* 6. Oktober 1867 in Kolín, Österreich-Ungarn; † 31. Januar 1946 in Pašinka bei Kolín) war ein tschechoslowakischer Landschaftsmaler. Er gilt als einer der bedeutendsten Vertreter des tschechischen Impressionismus Ende des 19. bis Anfang des 20. Jahrhunderts.

## Leben
Václav Radimský wurde als Sohn des Juristen und Bürgermeisters der Stadt Kolín, Václav Radimský, geboren, der sich unter anderem große Verdienste im kulturellen Bereich, wie um die Gründung des Prager Nationaltheaters erwarb. Nach seiner Schulausbildung am Gymnasium in Kolín begann er zunächst ein Studium der Malerei an der Akademie der Bildenden Künste in München. Im Jahr 1889 wechselte er an die Akademie der bildenden Künste Wien und wurde dort Schüler von Eduard Peithner von Lichtenfels. Anfang der 1890er Jahre begann er an der Schule von Barbizon einen Studienaufenthalt in Frankreich. In Giverny schloss er sich wenig später einer Gruppe von Künstlern an, zu der auch Claude Monet und Camille Pissarro gehörten, die seinen Malstil nachhaltig beeinflussten.
Er widmete sich hier der Landschaftsmalerei, die er zum Teil unter freiem Himmel anfertigte. In  der Nähe von Giverny, wo zu der Zeit Monet lebte, erwarb Václav Radimský die alte Mühle Le Goulet, wo er ein Atelier einrichtete. Ab 1892 stellte er regelmäßig seine Gemälde auf Ausstellungen des Pariser Salons und 1895 in Rouen aus, wo er mit einer Goldmedaille ausgezeichnet wurde. In dieser Zeit schuf er viele Gemälde mit Flusslandschaften, Gärten und Wiesen. In vielen seiner Werke beschäftigte er sich mit der Wirkung des Lichts in Verbindung mit Wasseroberflächen. Ein Teil seiner Arbeiten entstanden auf einem Hausboot auf der Seine in Paris.
Seine Gemälde versandte er auch in seine böhmische Heimat, wo 88 seiner Werke 1899 in der Topičův-Galerie in Prag gezeigt wurden. Der überraschende Erfolg auf der Prager Ausstellung verhalf ihm zu weiteren Einladungen, seine Gemälde in Wien, Berlin, Düsseldorf und Leipzig zu zeigen.
1903 wurde er Mitglied im Mánes Kunstverein. In dieser Zeit kauften bereits bekannte Sammlungen wie die Münchener Pinakothek seine Werke. Auch der französische Ministerpräsident Raymond Poincaré zählte zu seinen Kunden. Václav Radimský nahm mit seinen Gemälden auch im Jahr 1900 an der Weltausstellung in Paris teil. Für seine Werke erhielt er eine Medaille. Er war zu Beginn des 20. Jahrhunderts in Frankreich ein gefragter Künstler und  erzielte neben seinem künstlerischen auch einen beachtlichen wirtschaftlichen Erfolg. Neben der Malerei führte Václav Radimský mit seinem Bruder Ladislav ein erfolgreiches Feinkosthandelsunternehmen.
Der Erste Weltkrieg beendete zunächst seine künstlerische Laufbahn. Als Reserveoffizier der österreichisch-ungarischen Armee, eines Kriegsgegners Frankreichs, wurde er in Rouen verhaftet und inhaftiert. Sein Eigentum wurde beschlagnahmt. Durch Intervention des ehemaligen französischen Ministerpräsidenten, Georges Clemenceau, der die Arbeiten von Radimský sehr schätzte, wurde er entlassen.
Desillusioniert kehrte er 1918 auf das elterliche Gut Pašinka bei Kolín zurück. In der Folgezeit inspirierten ihn vor allem die Flusslandschaften an der Elbe zu seiner Malerei. Obwohl die impressionistische Malerei bereits zu dieser Zeit als überholt galt, blieb er seinem Malstil trotz zum Teil heftiger Kritik der Fachkollegen und Fachpresse bis zu seinem Lebensende treu.
Seine letzte Ausstellung fand 1940 in Ostrava statt. Auf dem Gut Pašinka starb Václav Radimský an den Folgen einer Lungenentzündung.
Václav Radimský gilt als einer der ersten tschechischen Künstler, der sich in Frankreich künstlerisch und wirtschaftlich erfolgreich betätigte und große Anerkennung in der französischen Gesellschaft erzielte. Bei seiner Rückkehr nach Kolín erregte er Aufsehen, als er mit einem luxuriösen Renault durch die Gegend fuhr. Ähnlich wie Monet zeichnete er häufig dieselben Motive zu unterschiedlichen Tages- und Jahreszeiten.
Lange Zeit in Vergessenheit geraten, zeigte die Städtische Galerie Prag 2011 anlässlich seines 65. Todestages eine große, viel beachtete Werkschau.

## Werke (Auswahl)
- Triptychon Ansichten von Kolín
- Enten fliegen über Seerosen, 1892
- Landschaft in Kolín, 1894
- Wiese mit Bäumen, 1895
- Garten mit kahlem Baum, 1898
- Blühendes Ufer, 1899
- Garten in Giverny, 1899
- Monet's Garten, 1900
- Boot nahe dem Ufer, 1900
- Flussbank, 1900
- Landschaft bei Giverny, 1900
- Frühling in Giverny, 1900
- Normandie, 1900
- Auf dem Fluss, 1900

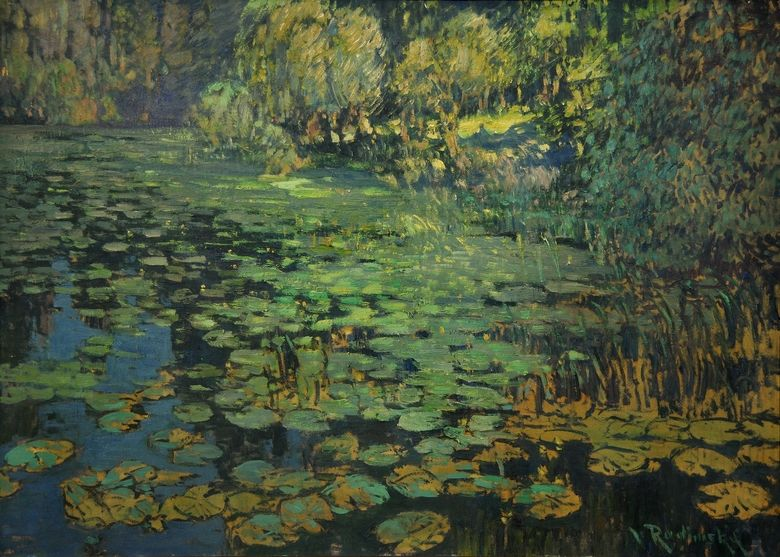
Lekníny (Seerosen), 1902

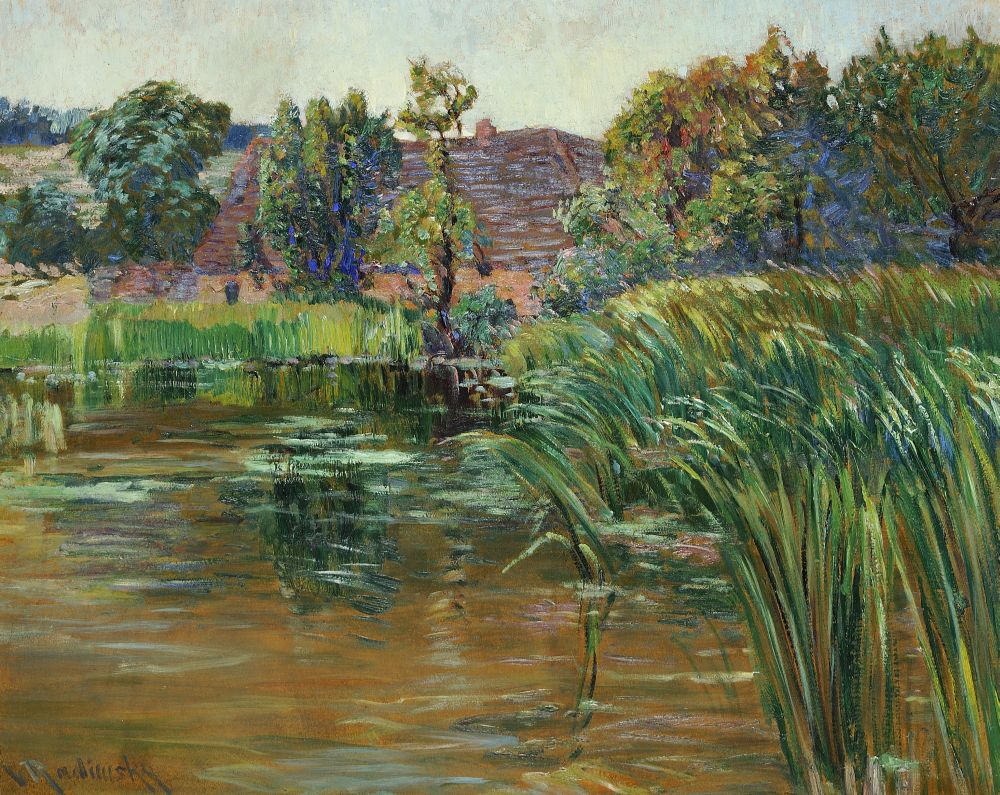
Stavení u rybníka (Gebäude am Teich), 1900–1918

- Sonnenbeschienener Hang über dem Fluss, 1900
- Wiese am Wald, 1901
- Wasserlilien im Abendlicht, 1901
- Seerosen, 1902
- Pappeln und Weiden entlang der Seine, 1903
- Gebäude am Teich, 1900–1918
- Wasserlilien, 1902
- Winter an der Seine, 1903
- Hang im Sommer, 1904
- Frühling in Port Mart, 1904
- Gebäude in der Nähe des Teiches, 1904–1906
- Flußarm im Morgendunst, 1910
- Flusslandschaft, 1919
- Sonnige Atmosphäre, 1920
- Ratboř, 1920
- Brabčák-Teich bei Čáslav, nach 1920
- Brücke über einen Bach in Opatovice, 1920–1925
- In voller Sonne, 1920–1925
- Landschaft an der Elbe, 1921
- Szene an der Elbe, 1925
- Bäume in der Nähe des Wasser, 1925
- Bucht, 1925
- Häuser an der Quelle, 1920–1930
- Vorfrühling an der Upa, 1930
- Pappeln, 1934
- Feldweg im Winter, 1935–1945
- Sommerabend, ca. 1940
- Boote vor Anker an einem Bach, 1942